# Lucio Angulo
Lucio Angulo Espinosa (Zaragoza, España, 9 de abril de 1973) es un exjugador de baloncesto español. Se desenvolvía en las posiciones de alero o escolta. Actualmente forma parte del equipo de comentaristas de Movistar en la Liga ACB.
Es hermano del también exjugador Alberto Angulo.

## Trayectoria
Se formó en las categorías inferiores del C.B. Zaragoza. Más tarde jugó con el equipo filial del propio CAI, el CB Conservas Daroca, que militaba en aquella época en Primera División (una categoría inferior a la ACB).
Debutó en la ACB con el Argal Huesca donde jugó como cedido una temporada. De 1994 a 1996 jugó en el Anway Zaragoza, club al que también pertenecía su hermano Alberto. En 1996 fue fichado por el Taugrés Baskonia. En el conjunto alavés jugó hasta la temporada 1998-99, donde fue proclamado como mejor jugador. La temporada siguiente fue fichado por el Real Madrid, donde coincidió nuevamente con su hermano. En el Real Madrid jugó hasta la temporada 2003, para luego fichar por el Etosa Alicante, club en el que militó 5 temporadas de forma consecutiva alternando la liga ACB y la liga LEB.
Aunque a principios de la temporada 2008-09 parecía decidido a iniciar una aventura internacional en las filas del Benetton Treviso de la LEGA italiana, con el que incluso inició la pretemporada, finalmente se decidió a volver a España para fichar por el Cáceres 2016 de la liga LEB Oro.
Tras disputar cerca de 3500 minutos en cuatro temporadas en la máxima categoría de las competiciones LEB, en los que anotó un total de 1173 puntos, capturó 610 rebotes y repartió 232 asistencias, tras finalizar la temporada 2010/11, después de disputar las 3 últimas en Cáceres, el jugador puso fin a su andadura profesional.

### Selección nacional
Como jugador ha sido internacional con la selección española en un total de 49 ocasiones y fue integrante del equipo que se hizo con la medalla de bronce en Campeonato Europeo de Baloncesto Masculino de 2001 celebrado en Turquía.

## Clubes
- CAI Zaragoza Junior (1991-1992)
- CB Conservas Daroca (1992-1993)
- Argal Huesca (1993-1994)
- Amway Zaragoza (1994-1996)
- Baskonia (1996-1999)
- Real Madrid Teka (1999-2003)
- Etosa Alicante (2003-2008)
- Cáceres Ciudad del Baloncesto (2008-2011)

## Palmarés

### Clubes
- 1998-99 Campeón de la Copa del Rey con el TAU Cerámica Baskonia.
- 1999-00 Campeón de la liga ACB con el Real Madrid.

### Selección española
- Eurobasket Sub-22 Liubliana 1994
- Eurobasket de Turquía 2001